# Протокол Жиро
Протокол Жиро (фр. Marc Girault) — криптографический протокол, позволяющий двум сторонам получить общий секретный ключ, не используя явную сертификацию (схема распределения ключей с доверенным центром). Полученный ключ используется для шифрования дальнейшей обмениваемой информации с помощью симметричного шифрования.
Схема распределения ключей, предложенная Жиро в 1991, решает проблему ранних протоколов, основанных на удостоверении личности, в которых стороны выбирают свои секретные ключи заключалась в том, что пользователи используют свои личные данные для формирования новых скрытых сертификатов. Так как верификатор и пользователь могут образовывать противоречивые свидетельства, то не возможно определить, кто из них может быть злоумышленником, когда появляются два сертификата.
Жиро решил эту проблему путём определения ключа, который сам себя сертифицирует. Схема Жиро предполагает участие доверенного Трента, с которым пользователи могут обмениваться информацией по надёжному защищённому каналу. Только доверенный Трент может генерировать скрытую сертификацию для этих ключей.
В схеме Жиро пользователь может сам выбрать свой закрытый ключ. Надёжность схемы Жиро строится на стойкости криптосистемы RSA (сложности факторизации больших чисел и вычисления дискретного корня).

## Описание алгоритма[2]
Схемы распределения ключей Жиро с доверенным центром состоят из трёх этапов:
1) На первом этапе доверенный центр создаёт некоторый секрет, известный только ему: пара из закрытого и открытого ключей.
2) Для каждого нового легального участника сети доверенный центр, используя свою секретную информацию, вырабатывает некоторый отпечаток или сертификат, который позволяет новому участнику вырабатывать сеансовые ключи с другими легальными участниками.
3) На третьем этапе, когда начинается протокол общения двух легальных участников, они предъявляют друг другу идентификаторы и/или дополнительную информацию от доверенного центра. Используя её, без дополнительного обращения к центру, они могут сгенерировать секретный сеансовый ключ для общения между собой.

### Алгоритм
Пусть два абонента Алиса и Боб обмениваются сообщениями с целью неявно удостоверенного соглашения на публичный ключ. Пусть Трент — доверенный центр.

#### Подготовительный этап[3]
- Доверенный центр (Трент, 𝑇):
  1. Выбирает общий модуль {\displaystyle n=pq}, где {\displaystyle p} и {\displaystyle q} — большие простые числа;
  2. Выбирает пару из закрытого и открытого ключей: {\displaystyle K_{T,public}:(e,n)}, {\displaystyle K_{T,private}:(d,n)};
  3. Выбирает элемент {\displaystyle g} поля {\displaystyle \mathbb {Z} _{n}^{*}} максимального порядка;
  4. Публикует в общедоступном для всех участников месте параметры схемы {\displaystyle n}, {\displaystyle e} и {\displaystyle g}
- Каждый из легальных участников (Алиса и Боб):
  1. Выбирает себе закрытый ключ {\displaystyle s_{i}} и идентификатор {\displaystyle I_{i}};
  2. Вычисляет и отправляет доверенному центру {\displaystyle v_{i}=g^{-s_{i}}\mod n};
  3. Используя протокол аутентификации сторон участник доказывает доверенному центру 𝑇, что владеет закрытым ключом, не раскрывая его значение;
  4. Получает от доверенного центр свой открытый ключ: {\displaystyle P_{i}=(v_{i}-I_{i})^{d}=(g^{-s_{i}}-I_{i})^{d}\mod n};

В результате для каждого участника, например, Алисы, которая владеет {\displaystyle P_{A}}, {\displaystyle I_{A}}, {\displaystyle s_{a}} будет выполняться утверждение:
{\displaystyle P_{A}^{e}+I_{A}=g^{-s_{A}}\mod n}.

#### Схема Жиро
Протокол генерации сессионного ключа, называемый схемой Жиро, как и другие схемы, состоит из проходов обмена открытой информацией и вычисления ключа.
1. {\displaystyle Alice\rightarrow \{P_{A},I_{A}\}\rightarrow Bob}
2. Боб вычисляет {\displaystyle K_{BA}=(P_{A}^{e}+I_{A})^{s_{B}}\mod n}
3. {\displaystyle Bob\rightarrow \{P_{B},I_{B}\}\rightarrow Alice}
4. Алиса вычисляет {\displaystyle K_{AB}=(P_{B}^{e}+I_{B})^{s_{A}}\mod n}

В результате работы схемы стороны сгенерировали одинаковый общий сеансовый ключ.
{\displaystyle K_{AB}=(P_{A}^{e}+I_{A})^{s_{B}}=(g^{-s_{A}})^{-s_{B}}=g^{-s_{A}s_{B}}\mod n}
{\displaystyle K_{BA}=(P_{B}^{e}+I_{B})^{s_{A}}=(g^{-s_{B}})^{-s_{A}}=g^{-s_{A}s_{B}}\mod n}
{\displaystyle K=K_{AB}=K_{BA}=g^{-s_{A}s_{B}}\mod n}
Схема обеспечивает аутентификацию ключа, так как только легальные пользователи смогут вычислить корректное значение общего сессионного ключа.

## Пример
Предположим {\displaystyle p=919,q=839}, соответственно {\displaystyle n=771041} является модулем RSA для протокола Жиро.
Трент в свою очередь выбирает {\displaystyle (e,d)=(53,420929)} как пару ключей RSA, и {\displaystyle a=77} как элемент максимально допустимого порядка {\displaystyle 384642=lcm(838,918)}мультипликативной группы {\displaystyle (Z_{n}^{*})}.
{\displaystyle I_{A}=19} и {\displaystyle I_{B}=39} идентификаторы.
Алиса выбирает {\displaystyle d_{A}=5} и вычисляет {\displaystyle c_{A}=a^{d_{A}}=430247(mod(n))}.
Боб выбирает {\displaystyle d_{B}=89} и вычисляет {\displaystyle c_{B}=a^{d_{B}}=264373(mod(n))}.
Потом {\displaystyle c_{A}} и {\displaystyle c_{B}} высылаются Тренту.
Трент вычисляет:
{\displaystyle p_{A}=(c_{A}-I_{A})^{d}=(430247-19)^{420929}=907(mod(n))}
{\displaystyle p_{B}=(c_{B}-I_{B})^{d}=(264373-39)^{420929}=682111(mod(n))}
{\displaystyle p_{A}}и {\displaystyle p_{B}} высылаются Алисе и Бобу соответственно.
Алиса выбирает {\displaystyle e_{A}=15} , вычисляет {\displaystyle s_{A}=a^{e_{A}}=77^{15}=297843(mod(n))} и высылает {\displaystyle (I_{A},p_{A},s_{A})=(19,907,297843)} Бобу.
Боб выбирает {\displaystyle e_{B}=83} , вычисляет {\displaystyle s_{B}=a^{e_{B}}=77^{83}=312102(mod(n))} и высылает {\displaystyle (I_{B},p_{B},s_{B})=(39,682111,312102)} Алисе.
Алиса вычисляет {\displaystyle k=s_{B}^{d_{A}}(p_{B}^{e}+I_{B})^{e_{A}}=312102^{5}(682111^{53}+39)^{15}=517619(mod(n))}
Боб вычисляет {\displaystyle k=s_{A}^{d_{B}}(p_{A}^{e}+I_{A})^{e_{B}}=297843^{89}(907^{53}+19)^{83}=517619(mod(n))}
Таким образом они согласились на {\displaystyle k=517619(mod(n))} через неявную проверку подлинности ключа.

## Криптографическая стойкость

### Защита от атаки подменой
Давайте рассмотрим, как самостоятельно удостоверенные ключи защищают от атаки подменой. Так как значения {\displaystyle (I_{A},p_{A},s_{A})} не подтверждены Трентом, нет никакого способа для кого-либо правильно проверить их подлинность. Предположим, что эта информация подделана Мэллори, которая хочет претвориться Алисой.
Мэллори возьмет {\displaystyle I_{A}} и поддельный ключ {\displaystyle s_{A}'}. Она может легко вычислить {\displaystyle c_{A}=p_{A}^{e}+I_{A}=a^{d_{A}}(mod(n))}.
Однако, нет способа вычислить {\displaystyle d_{A}}, который соответствует {\displaystyle c_{A}}, при условии, что задача дискретного логарифмирования неразрешима для {\displaystyle (Z_{n}^{*})}.
Следовательно, без {\displaystyle d_{A}}, формирования ключа не может быть реализовано Мэллори, которая выдаёт себя за Алису. Поэтому, Мэллори не может обмануть Трента, который должен быть уверен, что Алиса знает {\displaystyle d_{A}}. Такова причина, почему Алиса должна посылать {\displaystyle d_{A}} Тренту. Он может легко высчитать {\displaystyle p_{A}} из {\displaystyle c_{A}} без знания {\displaystyle d_{A}}, но Алиса должна убедить его, что она знает {\displaystyle d_{A}}.
Проиллюстрируем ситуацию атаки на схему, если бы Трент без разбора выдавал публичный ключ {\displaystyle p_{A}} людям, без проверки знают ли они значение {\displaystyle d_{A}}, соответствующее их {\displaystyle c_{A}}. Предположим Мэллори выбирает поддельное значение {\displaystyle d_{A}'} и вычисляет соответствующее значение {\displaystyle c_{A}'=a^{d_{A}'}(mod(n))}
Здесь она вычисляет соответствующий открытый ключ {\displaystyle p_{A}'=(c_{A}'-I_{A})^{d}(mod(n))}
Мэллори вычисляет {\displaystyle c_{M}'=c_{A}'-I_{A}+I_{M}} и дает {\displaystyle c_{M}'} и {\displaystyle I_{M}'} Тренту.
Трент выдает открытый ключ Мэллори.
{\displaystyle p_{M}'=(c_{M}'-I_{M})^{d}(mod(n))}
Используя факт о том, что {\displaystyle c_{M}'-I_{M}=c_{A}'-I_{A}(mod(n))}, получаем {\displaystyle p_{M}'=p_{A}'}
Через некоторое время, предположим, что Алиса и Боб захотят использовать схему, и Мэллори заменит информацию, пересылаемую от Алисы к Бобу, как показано на рисунке.
Тогда Боб будет вычислять ключ как
{\displaystyle k'=a^{e_{A}'*d_{B}+e_{B}*d_{A}'}(mod(n))}
Алиса как
{\displaystyle k=a^{e_{A}*d_{B}+e_{B}*d_{A}}(mod(n))}
Мэллори может вычислить {\displaystyle k'=s_{B}^{d_{A}'}(p_{B}^{e}+I_{B})^{e_{A}'}(mod(n))}
Так Мэллори и Боб обменялись ключами, хотя Боб думает, что он обменялся ключами с Алисой. Таким образом Мэллори сможет расшифровать сообщения, пересылаемое Бобом Алисе.

### Защита от атаки повтором[4]
Теперь давайте рассмотрим, как данный протокол защищён от атаки повтором. Предположим, что Мелори перехватила сообщение Алисы {\displaystyle (I_{A},c_{A},d_{A})} и через некоторое время пытается переслать его Тренту. Трент проверит параметры сообщения и по временному идентификатору {\displaystyle I_{A}} поймёт, что сообщение передано повторно, затем завершит сеанс. Таким образом, Меллори не удастся обмануть Трента.
Рассмотрим ситуацию атаки, если бы Трент не проверял временной идентификатор {\displaystyle I_{A}}. В таком случае Трент принимает сообщение Мелори {\displaystyle (I_{A},c_{A},d_{A})}, полностью идентичное сообщению Алисы. Трент, действуя по алгоритму, высылает Меллори и Бобу открытые ключи {\displaystyle p_{A}}, {\displaystyle p_{B}}. Таким образом, Меллори и Боб обменялись ключами, и Меллори сможет расшифровать сообщение Боба Алисе.

## Протокол Аунтентификации Жиро[3][5]
В протоколе Жиро, есть необходимость в доказательстве того, что участник знает закрытый ключ, при этом не раскрывая его значение. Для этого используется протокол с нулевым разглашением, который связан с протоколом Окамото и Оты.
Протокол аутентификации сторон в общем случае выглядит следующим образом:
1. Алиса Выбирает случайное {\displaystyle R_{A}} и {\displaystyle Alice\rightarrow \{I_{A},P_{A},t=g^{R_{A}}\mod n\}\rightarrow Bob}
2. Боб Выбирает случайное {\displaystyle R_{B}} и {\displaystyle Bob\rightarrow \{R_{B}\}\rightarrow Alice}
3. {\displaystyle Alice\rightarrow \{y=R_{A}+s_{A}\times R_{B}\mod n\}\rightarrow Bob}
4. Боб вычисляет {\displaystyle v_{A}=P_{A}^{e}+I_{A}\mod n}
5. Боб проверяет, что {\displaystyle t=g^{y}v_{A}^{R_{B}}\mod n}

Может быть доказано, что:
- Алиса будет принята Бобом, с вероятностью почти 100 %
- Самозванец, который не знает закрытый ключ, будет определён с вероятностью {\displaystyle 1-2^{-30}}
- Протокол с трудом раскрывает что-либо о закрытом ключе, что подтверждает нулевое разглашение

Конечно, Боб все ещё может вычислять «ложные» ключи, связанные с Алисой, но существование двух или более действительных открытых ключей само по себе является доказательством нарушения.

## Особенности схемы Жиро[6]
Самостоятельно удостоверяющиеся открытые ключи в схеме Жиро обладают преимуществом личностной схемы Шамира: они не нуждаются в проверке дополнительного сертификата ключа, выданного его владельцу доверенным посредником. Она выполняется неявно с проверкой криптографических способностей владельца ключа. Однако проверяющая сторона должна знать, кроме идентификатора пользователя, его открытый ключ. При этом возможность определить этот ключ по идентификатору исключена. Таким образом, верификатор должен знать открытый ключ владельца до его использования. В итоге, в протоколе возникает дополнительный этап, который нагружает канал связи.
Неинтерактивная криптография с открытым ключом подразумевает возможность избежать передачи сертификата от пользователя, подписавшего сообщение, пользователю проверяющему подпись. Схему Жиро нельзя назвать неинтерактивной криптографией с открытым ключом, что является её недостатком.